# Margì

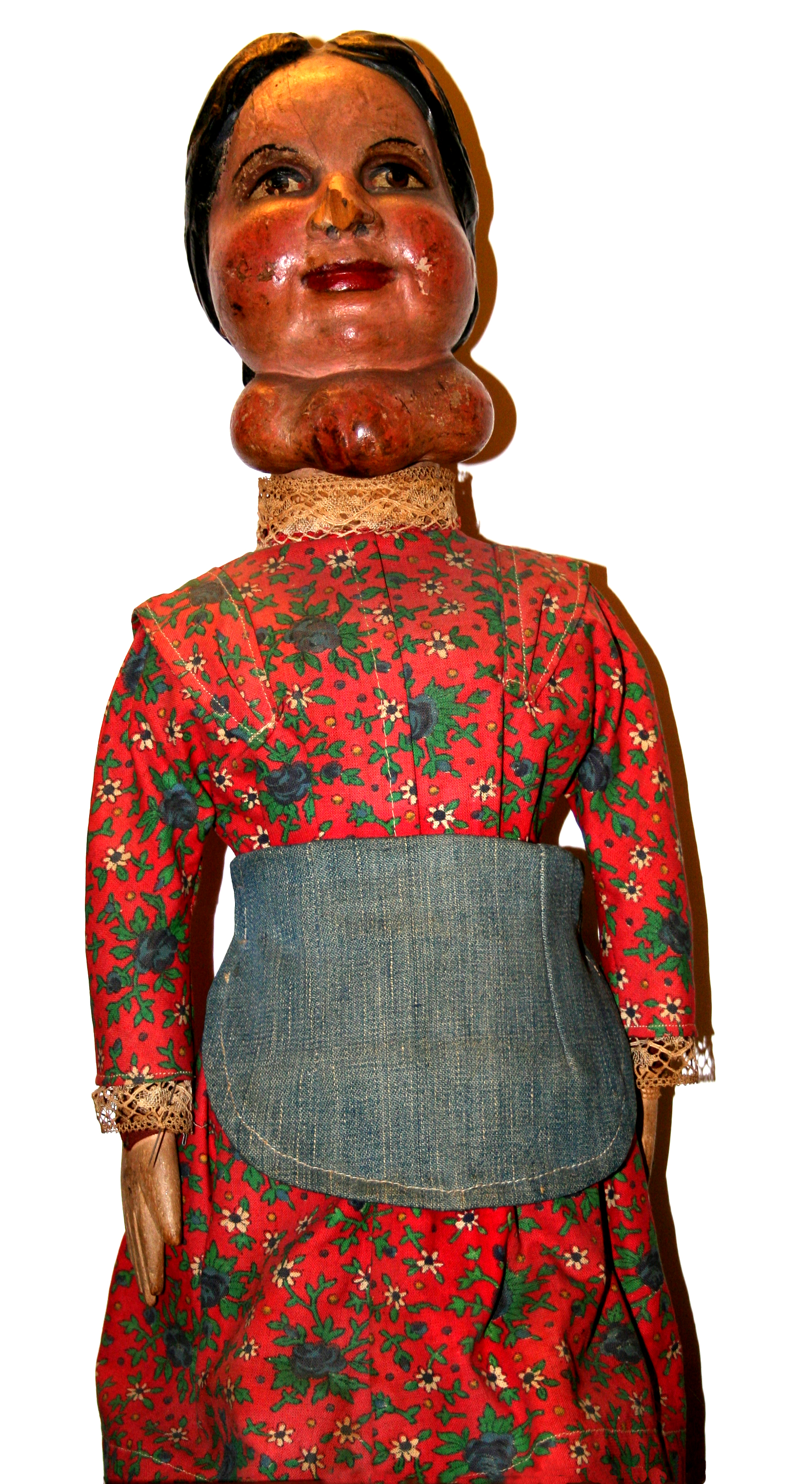
Margì

 Margì, burattino bergamasco, è la moglie di Gioppino, altro burattino, entrambe maschere del teatro popolare bergamasco e figure particolarmente amate dal pubblico dei bambini.
Nelle tradizionali carte da gioco bergamasche è rappresentata nel quattro di spade